# Novîi Posiolok, Sînelnîkove
Novîi Posiolok (în ucraineană Новий Посьолок) este un sat în comuna Mîroliubivka din raionul Sînelnîkove, regiunea Dnipropetrovsk, Ucraina.

## Demografie
Componența lingvistică a localității Novîi Posiolok
     Ucraineană (93,13%)
     Rusă (4,81%)
     Belarusă (1,03%)
Conform recensământului din 2001, majoritatea populației localității Novîi Posiolok era vorbitoare de ucraineană (93,13%), existând în minoritate și vorbitori de rusă (4,81%) și belarusă (1,03%).